# 1. Tennis-Bundesliga (Herren) 2011
In der 40. Saison der Tennis-Bundesliga der Herren wurde 2011 die Mannschaft von TK Kurhaus Aachen Deutscher Meister.
Aus der 2. Tennis-Bundesliga gab es 2011 keinen Aufsteiger, da die beiden Aufsteiger aus der 2. Tennis-Bundesliga, der TV von 1926 Osterath und TC Großhesselohe verzichtet hatten. So konnte der sportlich abgestiegene HTC Blau-Weiß Krefeld auch 2011 in der 1. Tennis-Point-Bundesliga antreten, beendete die Saison aber wiederum mit dem neunten und letzten Tabellenplatz. Somit stieg der HTC Krefeld auch 2011 sportlich ab.

## Spieltage und Mannschaften
| Spieltage                                    |
| -------------------------------------------- |
| 1. Spieltag: Fr., 1. Juli 2011, 13:00 Uhr    |
| 2. Spieltag: So., 3. Juli 2011, 11:00 Uhr    |
| 3. Spieltag: So., 10. Juli 2011, 11:00 Uhr   |
| 3. Spieltag: Fr., 15. Juli 2011, 13:00 Uhr   |
| 4. Spieltag: So., 17. Juli 2011, 11:00 Uhr   |
| 5. Spieltag: Fr., 22. Juli 2011, 13:00 Uhr   |
| 6. Spieltag: So., 24. Juli 2011, 11:00 Uhr   |
| 7. Spieltag: So., 31. Juli 2011, 11:00 Uhr   |
| 8. Spieltag: So., 7. August 2011, 11:00 Uhr  |
| 9. Spieltag: So., 14. August 2011, 11:00 Uhr |

| Mannschaften            |
| ----------------------- |
| 1. FC Nürnberg          |
| Erfurter TC Rot-Weiß    |
| HTC Blau-Weiß Krefeld   |
| Kurhaus Lambertz Aachen |
| Rochusclub Düsseldorf   |
| TC Amberg am Schanzl    |
| TC Blau-Weiss Halle     |
| TC Blau-Weiss Neuss     |
| TK Grün-Weiss Mannheim  |

## Abschlusstabelle
|     | Mannschaft                 | Begegnungen | Punkte | Matches | Sätze | Spiele  |
| --- | -------------------------- | ----------- | ------ | ------- | ----- | ------- |
| 01. | TK Kurhaus Aachen          | 8           | 15:1   | 35:13   | 78:33 | 533:361 |
| 02. | TC Blau-Weiss Halle        | 8           | 13:3   | 35:13   | 73:37 | 507:411 |
| 03. | Erfurter TC Rot-Weiß       | 8           | 12:4   | 32:16   | 68:39 | 499:389 |
| 04. | TK Grün-Weiss Mannheim (M) | 8           | 10:6   | 31:17   | 67:44 | 515:441 |
| 05. | Rochusclub Düsseldorf      | 8           | 10:6   | 30:18   | 69:42 | 491:402 |
| 06. | TC Blau-Weiss Neuss        | 8           | 04:12  | 18:30   | 42:65 | 413:488 |
| 07. | TC Amberg am Schanzl       | 8           | 04:12  | 11:37   | 30:77 | 364:530 |
| 08. | 1. FC Nürnberg             | 8           | 03:13  | 12:36   | 32:80 | 374:538 |
| 09. | HTC Blau-Weiß Krefeld      | 8           | 01:15  | 12:36   | 37:79 | 395:531 |

|                      |                                                                |
| Zum Saisonende 2010: |                                                                |
| (M)                  | Meister, Meister in der Vorsaison                              |
| (N)                  | Neuling, Aufsteiger aus der 2. Tennis-Bundesliga (Herren) 2010 |

| Zum Saisonende 2011:                                        |
| Meister Absteiger in die 2. Tennis-Bundesliga (Herren) 2012 |

## Mannschaftskader
| Pos. | Name                  |
| ---- | --------------------- |
| 1    | Fabio Fognini         |
| 2    | Andrei Golubew        |
| 3    | Juri Schtschukin      |
| 4    | Roberto Bautista Agut |
| 5    | Andrea Arnaboldi      |
| 6    | Olivier Patience      |
| 7    | Alexander Flock       |
| 8    | Dieter Kindlmann      |
| 9    | Jan Mertl             |
| 10   | Andreas Vinciguerra   |
| 11   | Thomas Muster         |
| 12   | Julian Knowle         |
| 13   | Daniel Uhlig          |
| 14   | Simon Aspelin         |
| 15   | Felix Rupp            |
| 16   | Philipp Dittmer       |

| Pos. | Name                   |
| ---- | ---------------------- |
| 1    | Xavier Malisse         |
| 2    | Victor Hănescu         |
| 3    | Lukáš Rosol            |
| 4    | Łukasz Kubot           |
| 5    | Horacio Zeballos       |
| 6    | Ivo Minář              |
| 7    | Édouard Roger-Vasselin |
| 8    | Uladsimir Ihnazik      |
| 9    | Eduardo Schwank        |
| 10   | Jan Hernych            |
| 11   | Marco Mirnegg          |
| 12   | Oliver Marach          |
| 13   | Leoš Friedl            |
| 14   | Bohdan Ulihrach        |
| 15   | Louis Donczyk          |
| 16   | Dustin Möller          |

| Pos. | Name                   |
| ---- | ---------------------- |
| 1    | Máximo González        |
| 2    | Filippo Volandri       |
| 3    | Diego Junqueira        |
| 4    | Franko Škugor          |
| 5    | Andrés Molteni         |
| 6    | Matteo Viola           |
| 7    | Óscar Hernández        |
| 8    | Iván Navarro           |
| 9    | Adrián Menéndez        |
| 10   | Alberto Brizzi         |
| 11   | Nicolas Devilder       |
| 12   | Dennis van Scheppingen |
| 13   | Sven André             |
| 14   | Pascal Wilkat          |
| 15   |                        |
| 16   |                        |

| Pos. | Name                  |
| ---- | --------------------- |
| 1    | Florian Mayer         |
| 2    | Philipp Kohlschreiber |
| 3    | Pablo Cuevas          |
| 4    | Philipp Petzschner    |
| 5    | Steve Darcis          |
| 6    | Daniel Brands         |
| 7    | Julian Reister        |
| 8    | Simon Greul           |
| 9    | Ruben Bemelmans       |
| 10   | Dominik Meffert       |
| 11   | Leonardo Mayer        |
| 12   | Cedrik-Marcel Stebe   |
| 13   | Leonardo Tavares      |
| 14   | Kevin Krawietz        |
| 15   | Michal Mertiňák       |
| 16   | František Čermák      |

| Pos. | Name                   |
| ---- | ---------------------- |
| 1    | Juan Ignacio Chela     |
| 2    | Guillermo García López |
| 3    | Albert Montañés        |
| 4    | Pablo Andújar          |
| 5    | Pere Riba              |
| 6    | Ričardas Berankis      |
| 7    | Rui Machado            |
| 8    | Mischa Zverev          |
| 9    | Dustin Brown           |
| 10   | Teimuras Gabaschwili   |
| 11   | Andreas Beck           |
| 12   | Jewgeni Koroljow       |
| 13   | Andre Begemann         |
| 14   | Martin Emmrich         |
| 15   | Hermann Gertmann       |
| 16   | Lucius von Arnim       |

| Pos. | Name              |
| ---- | ----------------- |
| 1    | Olivier Rochus    |
| 2    | Jan Hájek         |
| 3    | Kristof Vliegen   |
| 4    | Jiří Novák        |
| 5    | Armin Sandbichler |
| 6    | Karel Tříska      |
| 7    | Andreas Leipert   |
| 8    | Albert Wagner     |
| 9    | Michael Bogner    |
| 10   | Frederik Gelbrich |
| 11   | Sebastian Wagner  |
| 12   | Michal Tabara     |
| 13   | Robin Štork       |
| 14   | Jan Mašík         |
| 15   | Richard Vogel     |
| 16   |                   |

| Pos. | Name                  |
| ---- | --------------------- |
| 1    | Viktor Troicki        |
| 2    | Ivan Dodig            |
| 3    | Marcel Granollers     |
| 4    | Potito Starace        |
| 5    | Jarkko Nieminen       |
| 6    | Andreas Seppi         |
| 7    | Robin Haase           |
| 8    | Rubén Ramírez Hidalgo |
| 9    | Simone Bolelli        |
| 10   | Martin Kližan         |
| 11   | Arnaud Clément        |
| 12   | Peter Luczak          |
| 13   | Jan-Lennard Struff    |
| 14   | Santiago Ventura      |
| 15   | Christopher Kas       |
| 16   |                       |

| Pos. | Name                  |
| ---- | --------------------- |
| 1    | Daniel Gimeno Traver  |
| 2    | Andreas Haider-Maurer |
| 3    | Albert Ramos Viñolas  |
| 4    | Flavio Cipolla        |
| 5    | Jesse Huta Galung     |
| 6    | Facundo Bagnis        |
| 7    | Federico Delbonis     |
| 8    | Pablo Galdón          |
| 9    | Santiago González     |
| 10   | Henri Kontinen        |
| 11   | Gerard Granollers     |
| 12   | Micke Kontinen        |
| 13   | Bastian Trinker       |
| 14   | Raphael Özelli        |
| 15   | Max Hertl             |
| 16   | Sebastian Jasyk       |

| Pos. | Name                 |
| ---- | -------------------- |
| 1    | Jürgen Melzer        |
| 2    | Janko Tipsarević     |
| 3    | Serhij Stachowskyj   |
| 4    | Benjamin Becker      |
| 5    | Denis Gremelmayr     |
| 6    | Martin Fischer       |
| 7    | Björn Phau           |
| 8    | Augustin Gensse      |
| 9    | Juan Pablo Brzezicki |
| 10   | Simon Stadler        |
| 11   | Stefan Koubek        |
| 12   | Alexander Peya       |
| 13   | Marc López           |
| 14   | Daniel Steinbrenner  |
| 15   |                      |
| 16   |                      |

## Ergebnisse
Spielfreie Begegnungen werden nicht gelistet.
| Datum/Uhrzeit        | Heimmannschaft          | Gastmannschaft          | Matches | Sätze | Spiele |
| -------------------- | ----------------------- | ----------------------- | ------- | ----- | ------ |
| Fr. 1. Juli 13:00    | HTC Blau-Weiß Krefeld   | 1. FC Nürnberg          | 3:3     | 8:7   | 63:55  |
| Fr. 1. Juli 13:00    | TC Blau-Weiß Neuss      | TK Grün-Weiss Mannheim  | 0:6     | 0:12  | 39:75  |
| Fr. 1. Juli 13:00    | TC Amberg am Schanzl    | TC Blau-Weiß Halle      | 0:6     | 0:12  | 32:73  |
| Fr. 1. Juli 13:00    | Erfurter TC Rot-Weiß    | Kurhaus Lambertz Aachen | 1:5     | 4:10  | 51:63  |
| So. 3. Juli 11:00    | HTC Blau-Weiß Krefeld   | Rochusclub Düsseldorf   | 1:5     | 4:11  | 46:67  |
| So. 3. Juli 11:00    | TK Grün-Weiss Mannheim  | 1. FC Nürnberg          | 6:0     | 12:0  | 75:36  |
| So. 3. Juli 11:00    | TC Blau-Weiß Halle      | Kurhaus Lambertz Aachen | 3:3     | 6:9   | 53:67  |
| So. 3. Juli 11:00    | TC Blau-Weiß Neuss      | Erfurter TC Rot-Weiß    | 1:5     | 2:10  | 39:68  |
| So. 10. Juli 11:00   | 1. FC Nürnberg          | TC Blau-Weiß Neuss      | 1:5     | 3:11  | 49:70  |
| So. 10. Juli 11:00   | Rochusclub Düsseldorf   | TK Grün-Weiss Mannheim  | 3:3     | 9:8   | 58:59  |
| So. 10. Juli 11:00   | TC Blau-Weiß Halle      | HTC Blau-Weiß Krefeld   | 5:1     | 10:2  | 68:42  |
| Fr. 15. Juli 13:00   | Kurhaus Lambertz Aachen | TC Amberg am Schanzl    | 6:0     | 12:0  | 72:27  |
| So. 17. Juli 11:00   | Erfurter TC Rot-Weiß    | TC Blau-Weiß Halle      | 3:3     | 7:7   | 57:57  |
| So. 17. Juli 11:00   | TC Blau-Weiß Neuss      | HTC Blau-Weiß Krefeld   | 4:2     | 10:4  | 70:41  |
| So. 17. Juli 11:00   | TC Amberg am Schanzl    | Rochusclub Düsseldorf   | 0:6     | 0:12  | 26:72  |
| So. 17. Juli 11:00   | TK Grün-Weiss Mannheim  | Kurhaus Lambertz Aachen | 2:4     | 4:9   | 54:71  |
| Fr. 22. Juli 13:00   | TK Grün-Weiss Mannheim  | Erfurter TC Rot-Weiß    | 3:3     | 7:6   | 61:57  |
| Fr. 22. Juli 13:00   | HTC Blau-Weiß Krefeld   | TC Amberg am Schanzl    | 2:4     | 6:10  | 56:67  |
| Fr. 22. Juli 13:00   | 1. FC Nürnberg          | TC Blau-Weiß Halle      | 0:6     | 2:12  | 39:69  |
| Fr. 22. Juli 13:00   | Rochusclub Düsseldorf   | TC Blau-Weiß Neuss      | 4:2     | 9:5   | 66:56  |
| So. 24. Juli 11:00   | TC Blau-Weiß Halle      | Rochusclub Düsseldorf   | 3:3     | 6:7   | 58:64  |
| So. 24. Juli 11:00   | TC Amberg am Schanzl    | TC Blau-Weiß Neuss      | 4:2     | 9:4   | 68:50  |
| So. 24. Juli 11:00   | HTC Blau-Weiß Krefeld   | Erfurter TC Rot-Weiß    | 1:5     | 4:10  | 46:64  |
| So. 24. Juli 11:00   | 1. FC Nürnberg          | Kurhaus Lambertz Aachen | 1:5     | 3:11  | 42:73  |
| So. 31. Juli 11:00   | TC Blau-Weiß Neuss      | TC Blau-Weiß Halle      | 2:4     | 6:9   | 56:62  |
| So. 31. Juli 11:00   | TC Amberg am Schanzl    | TK Grün-Weiss Mannheim  | 2:4     | 6:8   | 61:63  |
| So. 31. Juli 11:00   | Kurhaus Lambertz Aachen | Rochusclub Düsseldorf   | 4:2     | 9:6   | 62:52  |
| So. 31. Juli 11:00   | Erfurter TC Rot-Weiß    | 1. FC Nürnberg          | 5:1     | 11:4  | 69:47  |
| So. 7. August 11:00  | Rochusclub Düsseldorf   | Erfurter TC Rot-Weiß    | 2:4     | 4:8   | 41:59  |
| So. 7. August 11:00  | TC Blau-Weiß Halle      | TK Grün-Weiss Mannheim  | 5:1     | 11:4  | 67:54  |
| So. 7. August 11:00  | HTC Blau-Weiß Krefeld   | Kurhaus Lambertz Aachen | 2:4     | 6:9   | 49:66  |
| So. 7. August 11:00  | 1. FC Nürnberg          | TC Amberg am Schanzl    | 5:1     | 11:4  | 70:48  |
| So. 14. August 11:00 | Erfurter TC Rot-Weiß    | TC Amberg am Schanzl    | 6:0     | 12:1  | 74:35  |
| So. 14. August 11:00 | Rochusclub Düsseldorf   | 1. FC Nürnberg          | 5:1     | 11:2  | 71:36  |
| So. 14. August 11:00 | TK Grün-Weiss Mannheim  | HTC Blau-Weiß Krefeld   | 6:0     | 12:3  | 74:52  |
| So. 14. August 11:00 | Kurhaus Lambertz Aachen | TC Blau-Weiß Neuss      | 4:2     | 9:4   | 59:33  |